# 约纳坦·格罗特
约纳坦·格罗特（丹麥語：Jonathan Groth，1992年11月9日—）是一名丹麦男子乒乓球运动员。他自2000年开始从事乒乓球运动。
2016年8月，格罗特参加了巴西里约热内卢举行的第31届夏季奥运，他在男子单打项目第三轮的比赛中以0比4不敌后来夺冠的中国选手马龙。
格罗特职业生涯最成功的赛事是2019年欧洲运动会，首先他在该赛事男子单打项目上闯入决赛，最终获得亚军，之后他和队友代表丹麦出战团体项目，尽管丹麦队种子排位最低，但该队仍爆冷晋级四强，最终获得第四名。